# П'ятигорик Семен Григорович
П'ятигорик Семен Григорович (Віктор, Гай, Православний; 1920, Деревок, Любешівський район, Волинська область — 04.1947 (за ін. версією — 01.1948), прис. Конотоп с. Одрижин, Івановський район, Брестська область) — лицар Срібного хреста заслуги УПА.

## Життєпис
Комендант української допомогової поліції Любешівського р-ну (07.1941-04.1943). Господарчий референт Ковельського окружного проводу ОУН (весна 1943—1944), керівник інтендантського відділу ЗГ «Завихост» (1944-?), керівник Любомльського надрайонного проводу ОУН (1944 — весна 1945) референт СБ (весна 1945 — весна 1947), а відтак керівник (весна 1947 — 04.1947) Брестського окружного проводу ОУН. Загинув під час облави. Застрелився, щоб живим не потрапити до рук ворога. Поручник СБ (?).

## Нагороди
- Згідно з Постановою УГВР від 16.10.1948 р. і Наказом Головного військового штабу УПА ч. 3/48 від 23.10.1948 р. керівник Брестського оружного проводу ОУН Семен П'ятигорик — «Віктор»-«Гай» нагороджений Срібним хрестом заслуги УПА.

## Вшанування пам'яті
- 1.12.2017 р. від імені Координаційної ради з вшанування пам'яті нагороджених Лицарів ОУН і УПА у м. Луцьку Срібний хрест заслуги УПА  (№ 010) переданийі Віктору Мандзику, брату Семена П'ятигорика — «Віктора»-«Гая».